# Chung kết Cúp bóng đá Đức 2013
Chung kết Cúp bóng đá Đức 2013 (Chung kết DFB-Pokal 2013) là một trận đấu bóng đá tổ chức vào ngày 1 tháng 6 năm 2013 giữa Bayern Munich và VfB Stuttgart tại Sân vận động Olympic ở Berlin để xác định đội vô địch của Cúp bóng đá Đức 2012-13.
Bayern Munich giành chiến thắng 3–2, qua đó có lần thứ 16 vô địch cúp. Chiến thắng này, cùng với danh hiệu trước đó ở Champions League và Bundesliga, giúp Bayern Munich hoàn tất cú ăn ba lục địa. Kỳ tích mà chưa có đội bóng Đức nào trước đây đạt được và chỉ có 6 đội bóng châu Âu khác đạt được.

## Đường đến trận chung kết
Ghi chú: Ở tất cả các kết quả dưới đây, tỷ số của đội lọt vào chung kết được đưa ra trước tiên (N: sân nhà; K: sân khách).
| Bayern Munich            | Bayern Munich | Vòng                    | VfB Stuttgart               | VfB Stuttgart |
| ------------------------ | ------------- | ----------------------- | --------------------------- | ------------- |
| Đối thủ                  | Kết quả       | Cúp bóng đá Đức 2012-13 | Đối thủ                     | Kết quả       |
| Jahn Regensburg (K)      | 4–0           | Vòng một                | SV Falkensee-Finkenkrug (K) | 5–0           |
| 1. FC Kaiserslautern (N) | 4–0           | Vòng hai                | FC St. Pauli (N)            | 3–0           |
| FC Augsburg (K)          | 2–0           | Vòng 16 đội             | 1. FC Köln (N)              | 2–1           |
| Borussia Dortmund (N)    | 1–0           | Tứ kết                  | VfL Bochum (N)              | 2–0           |
| VfL Wolfsburg (N)        | 6–1           | Bán kết                 | SC Freiburg (N)             | 2–1           |

## Thông tin trận đấu

### Chi tiết
| Bayern Munich                         | 3–2      | VfB Stuttgart   |
| ------------------------------------- | -------- | --------------- |
| - Müller 37' (ph.đ.) - Gómez 48', 61' | Chi tiết | Harnik 71', 80' |

| Bayern Munich | VfB Stuttgart |

| GK               | 1  | Manuel Neuer           |       |       |
| RB               | 21 | Philipp Lahm (c)       |       |       |
| CB               | 5  | Daniel Van Buyten      |       |       |
| CB               | 17 | Jérôme Boateng         |       |       |
| LB               | 27 | David Alaba            |       |       |
| CM               | 8  | Javi Martínez          |       |       |
| CM               | 31 | Bastian Schweinsteiger | 50'   |       |
| RW               | 10 | Arjen Robben           |       | 83'   |
| AM               | 25 | Thomas Müller          |       |       |
| LW               | 7  | Franck Ribéry          |       | 90+1' |
| CF               | 33 | Mario Gómez            |       | 62'   |
| Dự bị:           |    |                        |       |       |
| GK               | 22 | Tom Starke             |       |       |
| DF               | 13 | Rafinha                |       |       |
| DF               | 26 | Diego Contento         |       |       |
| MF               | 11 | Xherdan Shaqiri        |       | 90+1' |
| MF               | 44 | Anatoliy Tymoshchuk    |       | 83'   |
| FW               | 9  | Mario Mandžukić        | 90+4' | 62'   |
| FW               | 14 | Claudio Pizarro        |       |       |
| Huấn luyện viên: |    |                        |       |       |
| Jupp Heynckes    |    |                        |       |       |

| GK               | 1  | Sven Ulreich       |       |     |
| RB               | 24 | Antonio Rüdiger    |       |     |
| CB               | 5  | Serdar Tasci (c)   |       |     |
| CB               | 6  | Georg Niedermeier  |       |     |
| LB               | 21 | Cristian Molinaro  |       | 67' |
| CM               | 20 | Christian Gentner  |       |     |
| CM               | 15 | Arthur Boka        | 85'   |     |
| RW               | 7  | Martin Harnik      |       |     |
| AM               | 44 | Alexandru Maxim    |       | 62' |
| LW               | 16 | Ibrahima Traoré    | 36'   | 75' |
| CF               | 9  | Vedad Ibišević     | 90+1' |     |
| Dự bị:           |    |                    |       |     |
| GK               | 22 | Marc Ziegler       |       |     |
| DF               | 2  | Gōtoku Sakai       |       | 67' |
| DF               | 12 | Benedikt Röcker    |       |     |
| MF               | 4  | William Kvist      |       |     |
| MF               | 26 | Raphael Holzhauser |       |     |
| MF               | 31 | Shinji Okazaki     |       | 62' |
| FW               | 18 | Cacau              |       | 75' |
| Huấn luyện viên: |    |                    |       |     |
| Bruno Labbadia   |    |                    |       |     |

| Trợ lý trọng tài: Guido Kleve (Nordhorn) Thorsten Schiffner (Konstanz) Trọng tài thứ tư: Guido Winkmann (Kerken) | Luật trận đấu: - 90 phút thi đấu chính thức. - 30 phút hiệp phụ nếu tỉ số hoà sau thời gian thi đấu chính thức. - Loạt sút luân lưu nếu tỉ số vẫn hoà sau 30 phút hiệp phụ. - 7 cầu thủ dự bị, trong đó có thể thay đến 3 cầu thủ. |